# Maria Goretti (filme)
Maria Goretti é um filme para a televisão italiana de 2003 dirigido por Giulio Base e estrelado por Martina Pinto no papel-título. O filme é baseado em acontecimentos da vida real da virgem mártir católica e santa Maria Goretti.  

## Elenco
- Martina Pinto como Maria Goretti
- Fabrizio Bucci como Alessandro Serenelli
- Massimo Bonetti como Luigi Goretti
- Luisa Ranieri como Assunta Goretti
- Flavio Insinna como Padre Basilio Morganti
- Claudia Koll como Condessa Mazzoleni
- Marco Messeri como Don Temistocle Signori
- Luca Biagini como Conde Atílio Mazzoleni
- Manrico Gammarota como Giovanni Serenelli
- Anna Rita Del Piano como Teresa Cimarelli
- Giulio Base como Doutor Bartoli